# Beat 'Em Up
Albums de Iggy Pop
Avenue B
(1999) Skull Ring
(2003)
Singles
1. Mask
Sortie : 2001

Beat 'Em Up est le treizième album studio d'Iggy Pop. Il est sorti le 18 juin 2001 sur le label Virgin et a été produit par Iggy Pop lui-même.

## Historique
Cet album fut enregistré pendant l'hiver 2000-2001 dans les studios The Hit Factory à Miami en Floride. Iggy rassembla autour de lui un groupe qu'il nomma The Trolls avec Whitey Kirst (qui avait déjà participé aux album précédents de l'iguane) à la guitare, son frère Alex Kirst à la batterie, le guitariste Pete Marshall et le bassiste Loyld "Mooseman" Roberts (ex-Body Count).
Radicalement différent de son prédécesseur, Avenue B, cet album propose un heavy metal mélangé à du punk rock qui en fera l'album le plus brutal enregistré en solo par Iggy Pop.
Le bassiste, Mooseman sera tué le 22 février 2001 à South Central, Los Angeles, lors d'un drive-by shooting dont il n'était pas la cible. L'album lui sera dédié.
Cet album n'entra pas dans les classements américains, mais se classa à la 23e place des meilleures ventes de disques en France.

## Liste des titres
- Tous les titres sont signés par Iggy Pop et Whitey Kirst sauf indications.

| No  | Titre                                      | Auteur                                       | Durée |
| --- | ------------------------------------------ | -------------------------------------------- | ----- |
| 1.  | Mask                                       | Iggy Pop, Mooseman, Alex Kirst, Whitey Kirst | 2:53  |
| 2.  | L.O.S.T.                                   |                                              | 3:24  |
| 3.  | Howl                                       |                                              | 5:05  |
| 4.  | Football                                   |                                              | 3:52  |
| 5.  | Savior                                     |                                              | 4:37  |
| 6.  | Beat'em Up                                 |                                              | 4:26  |
| 7.  | Talking Snake                              |                                              | 4:28  |
| 8.  | The Jerk                                   |                                              | 3:43  |
| 9.  | The Death Is Certain                       |                                              | 4:38  |
| 10. | Go for the Throat                          | Pop, Mooseman, A. Kirst, W. Kirst            | 3:56  |
| 11. | Weasels                                    |                                              | 2:59  |
| 12. | Drink New Blood                            |                                              | 4:33  |
| 13. | It's All Shit                              |                                              | 4:57  |
| 14. | Ugliness                                   |                                              | 5:36  |
| 15. | V.I.P. (contient le titre caché Sterility) | Pop, Mooseman, A. Kirst, W. Kirst            | 13:11 |

## Musiciens
- Iggy Pop: chant

The Trolls
- Whitey Kirst: guitares
- Alex Kirst: batterie
- Loyld "Mooseman" Roberts: basse

Musiciens additionnels
- Pete Marshall: guitare rythmique sur Ugliness
- Danny Kadar: Theremin sur L.O.S.T.

## Classements
| Pays      | Durée du classement | Meilleur classement |
| --------- | ------------------- | ------------------- |
| Allemagne | 2 semaines          | 70e                 |
| Autriche  | 2 semaines          | 71e                 |
| France    | 5 semaines          | 23e                 |
| Suisse    | 2 semaines          | 96e                 |